# フジタドルフィンクラブ
フジタドルフィンクラブ（フジタDC）は、広島県広島市で活動する株式会社ドルフィンクラブが運営するスイミングスクール。

## 概要
フジタ工業社長・藤田一暁が私財を投じて設立し、ミュンヘンオリンピック男子100m平泳ぎ金メダリスト・田口信教などを輩出した名門クラブ。
イトマンスイミングスクール、東京の金子スイミングスクール（現・アクラブ）、東京スイミングセンターとともに水泳選手育成の拠点として著名で、数多くの水泳選手・水泳指導者を育てている。

## 歴史

### 創設
1967年（昭和42年）、尾道高等学校が水泳部を創部。田口信教・早稲田昇・本多忠らを擁し、翌1968年（昭和43年）から全国高等学校総合体育大会水泳競技大会4連覇を飾る。この活躍から広島の水泳関係者の中に「広島で育った選手を広島に残そう」という機運が高まった。一方でこの少し前まで広島県水泳連盟会長は空席だった。広島出身で水泳界の重鎮藤田明は、同郷でフジタ社長であった藤田一暁に会長就任を要請した。この際、藤田明は藤田一暁に「会長の任にある間に広島市に50mの屋内プールを作ってください」と条件をつけていた。田口らを残そうとした機運と、この条件から、藤田一暁県水泳連盟会長は先頭に立って募金活動を行い国および県から補助金をもらい、50m屋内プールを作った。
そして藤田一暁が、男子水泳としては日本で初めてのエリートクラブとして1969年（昭和44年）フジタDCを設立する。コーチには三原三中で田口を育てた徳田一臣を迎えた。合言葉は「ミュンヘンオリンピックで日の丸を」。翌1970年（昭和45年）一暁が私財を投じて広島市平野町（現中区）に選手強化専用プール・寮を整備した。これが実り、1972年ミュンヘンオリンピックでは田口が100m平泳ぎ金メダル・200m平泳ぎで銅メダルを獲得、本田が400mメドレーリレーで6位入賞した。
田口の金メダルは、同大会の女子バタフライ100mで金メダルを獲得した山田スイミングクラブ所属の青木まゆみと共に、日本水泳連盟の選手強化システムとはまったく関係のない、スイミングクラブ独自の方式で培養されたものであり、既成の水連システムに、痛烈な水しぶきを浴びせる結果となった。また昭和40年代は広島県が日本水泳界を席巻していた時代で、その中軸としてフジタDCの存在があった。
1980年（昭和55年）幻のモスクワオリンピックでは山崎重樹・坂本弘・樺谷博が、1984年（昭和59年）ロサンゼルスオリンピックでは坂本・奥野景介がフジタDC出身である。

### フジタDCナタリー
1980年代、フジタの関連会社が運営していたヒロシマナタリーの東側にフジタのスポーツ施設が完成し、それに伴い新たな拠点として1986年に「フジタDCナタリー」を開所した。所長には所賢一が就任した。1996年にナタリーは閉園したが、その後も跡地一角で経営していた。
2000年代に入ると生き残りをかけ多角経営化をカルチャーセンターを開講していたこともあった。その後ナタリーマリナタウン開発に伴い、2006年フジタDCナタリーは閉鎖した。

### プール解体
平野町のプールは1996年フジタによって新たに建てられたものだが、この際にフジタDCがフジタと20年期限付きで敷地賃貸契約を結んでいた。フジタDCの運営は、フジタの経営難のため2006年以降はクラブの指導者たちが運営を引き継いでいた。
2016年、賃貸契約満了に伴いフジタDCのプール解体が決まった。同年時点で約1200人いたフジタDC会員のうち選手育成コース約150人のみ市内の別施設に練習拠点を移し新生フジタDCとして再出発する。

## 主な有名選手
- 田口信教
- 本多忠
- 山崎重樹
- 坂本弘
- 樺谷博
- 奥野景介
- 早稲田昇
- 飯田彰
- 那和静雄
- 泉慎也
- 林克哉
- 大畠慶一
- 森政祥人
- 奥田玲偉
- 内田美佑
- 上田諒